# Liste der Monuments historiques in Rousseloy
Die Liste der Monuments historiques in Rousseloy führt die Monuments historiques in der französischen Gemeinde Rousseloy auf.

## Liste der Bauwerke
| Bezeichnung      | Beschreibung          | Standort | Kennzeichnung | Schutzstatus | Datum | Bild           |
| ---------------- | --------------------- | -------- | ------------- | ------------ | ----- | -------------- |
| Kirche St-Martin | Erbaut im Mittelalter | (Lage)   | PA00114843    | Classé       | 1927  | weitere Bilder |

## Liste der Objekte

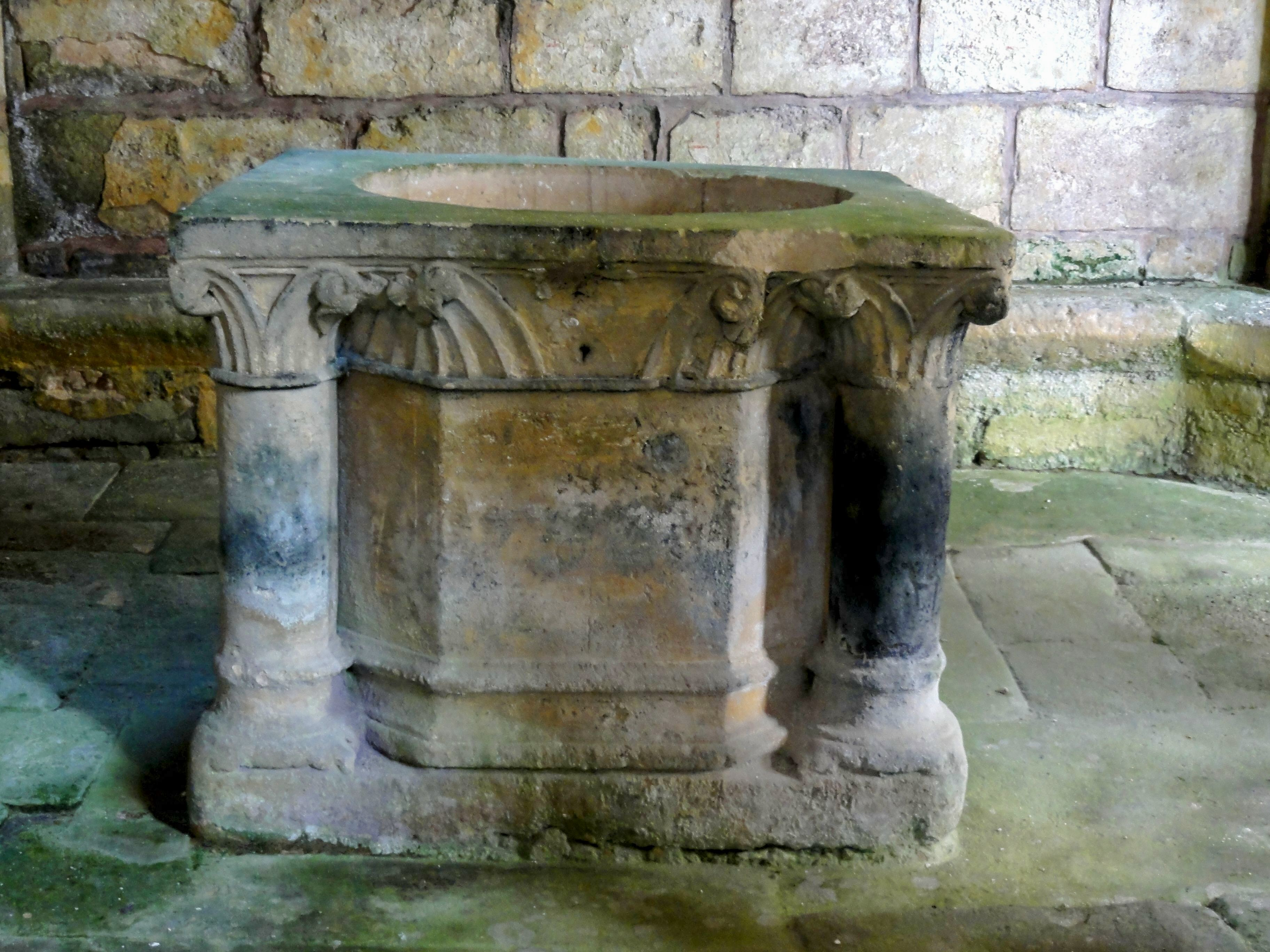
Taufbecken in Rousseloy

- Monuments historiques (Objekte) in Rousseloy in der Base Palissy des französischen Kultusministeriums

Siehe auch: Taufbecken (Rousseloy)